# Vallenato
El vallenato (en Wayuunaiki: Szlager) és un gènere musical autòcton de la Regió Carib de Colòmbia (regió geogràfica que alberga els departaments colombians de La Guajira, Cesar, Magdalena, Atlántico, Bolívar, Sucre i Córdoba) amb origen a la província de Padilla, antigament Magdalena Grande avui centre i sud del departament de la Guajira, declarat Patrimoni cultural immaterial de la humanitat el 2015.
Té influència de la immigració europea, ja que l'acordió va ser portat per immigrants alemanys a Riohacha, La Guajira, a la fi del segle xix, i tant l'organització estròfica com la mètrica es valen de la tradició espanyola; d'altra banda, el component dels esclaus afrocolombians fa presència amb la caixa vallenata, una mena de tambor que en gran manera dona el ritme a la melodia de l'acordió, i finalment l'indígena s'evidencia amb la guacharaca.
La seva popularitat es va estendre a totes les regions de Colòmbia (tots els altres departaments colombians després de la regió Carib, els quals són: Antioquia, Boyacá, Caldas, Cundinamarca, Huila, Norte de Santander, Quindío, Risaralda, Santander, Tolima, Cauca, Chocó, Nariño, Valle del Cauca, Arauca, Casanare, Meta, Vichada, Amazones, Caquetá, Guainía, Guaviare, Putumayo, Vaupés, San Andrés y Providencia i la ciutat de Bogotà DC, i també a països colindants com el Brasil, l'Equador, el Perú, Veneçuela, a altres països llatinoamericans com l'Argentina (només a les ciutats del nord-est argentí, les quals són: Formosa, Resistencia, Corrientes i Posadas), Bolívia (principalment a la ciutat de Santa Cruz de la Sierra), Mèxic (principalment a la ciutat de Monterrey), Paraguai, i fins i tot països d'Europa.
S'interpreta tradicionalment amb tres instruments: l'acordió diatònic, la guacharaca i la caixa vallenata. Els ritmes o aires musicals del vallenato són el paseo, el merengue, la puya, el son i la tambora. El vallenato a més es pot interpretar amb guitarra i amb la instrumentació de la cúmbia en cumbiambes i grups de millo.
El 29 de novembre de 2013, el vallenato tradicional va ser declarat Patrimoni Cultural Immaterial de la Nació pel Consell Nacional de Patrimoni del Ministeri de Cultura. L'1 de desembre de 2015 va ser inclòs a la llista de Patrimoni Cultural Immaterial de la Humanitat, a la llista de salvaguarda urgent per la Unesco.